# Nyctemera nubecula
Nyctemera nubecula là một loài bướm đêm thuộc phân họ Arctiinae, họ Erebidae.